# Axe Woves
Axe Woves es un personaje de ficción de la franquicia Star Wars creado para la serie de Disney+ The Mandalorian, en la que aparece como un guerrero mandaloriano, compañero de lady Bo-Katan Kryze y su segundo al mando dentro del Clan Kryze. Es interpretado por el actor y productor Británico, Simon Kassianides.
En The Mandalorian, Axe Woves es compañero de lady Bo-Katan Kryze, y su teniente principal dentro del poderoso Clan Kryze. Sin embargo tuvo diferencias con Bo-Katan cuando ella se negó a retar a un duelo por el Sable Oscuro a Din Djarin, un cazarecompenzas, mandaloriano por credo, a quien Woves consideraba indigno de ser el líder de su pueblo, debido a que era un extranjero y no tenía sangre mandaloriana. Esto desembocó en que Woves abandonara a Kryze y se alzara como el nuevo líder de los Búhos Nocturnos, llevándose de Kalevala la flota obtenida del remanente imperial de Moff Gideon, y haciendo que en adelante todos se convirtieran en mercenarios.

## Concepto y creación
El personaje fue creado por Jon Favreau, quien quería un mandaloriano en contraste al estilo de vida y personalidad de Din Djarin.  Es decir, Djarin y Woves representan los dos polos opuestos de la cultura mandaloriana. Los primeros bocetos del concepto fueron creados por Dave Filoni. Tanto Favreu como Filoni indicaron que las diferencias entre ambos mandos radica en que Axe Woves nació en la sociedad moderna del planeta Mandalore, con un pensamiento más liberal; mientras que Din Djarin fue criado en una de las lunas mandalorianas más conservadoras, entre personas que seguían costumbres muy antiguas.
También como dato importante se dio a conocer que el nombre Axe Woves fue ideado por George Lucas.

## Biografía
Woves nació en Sundari, capital del el planeta Mandalore. Era miembro del Clan Kryze, el clan mandaloriano dirigido por Lady Bo-Katan Kryze. Igualmente luchó dentro de las filas de la Guardia de la Muerte, hasta el fallecimiento de lord Pre Vizsla. 
Durante años, junto a Kryze, Woves trató de llevar su mundo natal a lo que era antes del gobierno del Imperio Galáctico, y trabajó con la Resistencia Mandaloriana durante el reinado de la Nueva República.
En el año 9 ABY, Woves estuvo en la luna de Trask junto con los combatientes de la resistencia, Bo-Katan Kryze y Koska Reeves, donde rescataron a otro mandaloriano llamado Din Djarin de un grupo de quarren.
Djarin inicialmente se desanimó porque se quitaron los cascos, pero pronto unió fuerzas con Woves y sus camaradas después de que lo rescataron por segunda vez.
Woves, Kryze y Reeves colaboraron con Djarin para abordar un crucero clase Imperial Gozanti, y Woves abrió la puerta para el grupo..  Después de matar a numerosos soldados de asalto, los cuatro mandalorianos llegaron al área de la bahía de carga, donde desahogaron a varios de sus enemigos y luego inspeccionaron la carga.  Mientras corrían hacia el puente, los Mandalorianos fueron inmovilizados y Woves dudaba que fueran capaces de superar a un escuadrón de soldados de asalto.  Con la ayuda de Djarin, capturaron con éxito el puente, luego Djarin se separó del trío.
Después de que Bo-Katan no pudo regresar a Kalevala con el Darksaber, ya que se negó a pelear contra Din Djarin, Woves y los otros guerreros bajo el liderazgo de la mandaloriana, molestos por este hecho, desertaron y dejaron a Kryze sola en su castillo en Kalevala.  Los mandalorianos desertores, eligieron a Axe Woves como su nuevo líder, y además se llevaron la flota de Bo-Katan, convirtiéndose en mercenarios a sueldo.
Pasado el tiempo, Bo-Katan en compañía de Djarin, Logra tener una audiencia con Axe Woves, quien le deja claro su nueva posición. Pero ella desafía a Woves por el liderazgo del grupo y luego de una feroz pelea, donde Woves le reclama a Kryze que ella debió desafiar a Djarin, y no a él, lo derrota. Aun así, Woves no cree en la propuesta de Bo- Katan para unirse y le indica que Djarin ni siquiera es un mandaloriano de nacimiento. Kryze le recuerda que Djarin juró votos dentro del camino de Mandalore y tiene iguales derechos que cualquiera de ellos. Pero Woves insiste en que Din aún posee el Sable Oscuro, y no ella. En medio del intercambio de argumentos, para ayudarla a ascender, Djarin admite que el cyborg que lo capturó en las minas de Mandalore tomó la espada, pero Bo-Katan lo rescató, lo que legítimamente la hace dueña de la reliquia. Djarin le devuelve el sable a la mandaloriana y el grupo la acepta como su líder.
Volviendo a reunirse en Nevarro, Bo-Katan une a los dos grandes clanes mandalorianos, aunque la convivencia es densa e incómoda para ambas facciones, especialmente los roces son constantes entre Axe Woves y Paz Vizsla. Luego, se prepara un grupo de reconocimiento para explorar la superficie de Mandalore. Woves es está entre los Búhos Nocturnos que se ofrecen como voluntarios.
Sobrevolando Mandalore, Vizsla comenta que la superficie se ve peor de lo que pensó, pero Woves le dice que incluso el estuvo allí cuando eso sucedió.
Ya en tierra, el grupo se encuentra con otro clan de Búhos Nocturnos que es leal a Bo-Katan, unos que sobreviviron a la purga y se quedaron en el planeta, aunque varios de ellos están exhaustos o heridos.
Durante la cena entre los grupos, Bo-Katan admite que poco después de la Noche de las Mil Lágrimas  se rindió y negoció un alto al fuego con Gideon, con la esperanza de que el Imperio salvara a los mandalorianos de recibir más daños, pero fue traicionada, siendo la razón por la que Gideon tomó el sable oscuro. 
Al día siguiente, el clan de Buhos sobrevivientes dirige al grupo de Kryze a la ubicación de la Gran Forja, no obstante,
Las diferencias entre Woves y Vizsla se agrandan y terminan yéndose a los puños, hasta que finalmente son separados por Grogu.
Después de encontrarse con una gran criatura, el grupo de búsqueda encuentra la Gran Forja, allí Woves rememora con melancolía sobre lo que fue el pilar de la civilización mandaloriana, pero es emboscado junto a los demás por los soldados de asalto mejorados con beskar de Gideon y atraídos a una trampa. 
Viendo que estaban rodeados, logra ver una salida en la altura de la cueva, y Paz Vizsla se ofrece a cubrirlo para que pueda escapar y pedir refuerzos.

## Rasgos físicos
Era un mandaloriano humano de piel clara, hombros anchos, cabello negro y ojos marrones.  Con una altura de 1,80 metros. Era de contextura fuerte y porte aguerrido.

## Personalidad
Axe Woves es un mandaloriano orgulloso, obstinado y en ocasiones agresivo. Cree en la pureza de la sangre y supremacía de su raza, y ve a aquellos de otras razas y planetas convertidos por credo como mandalorianos inferiores. Igualmente, ve a los miembros de La Tribu como fanáticos religiosos. También seguía las mismas ideologías de Pre Vizsla sobre conservar la cultura guerrera de los mandalorianos de antaño y por lo tanto consideraba que el líder de los mandalorianos debía poseer el Sable Oscuro.
En el capítulo 11 de The Mandalorian, vemos que Woves observó con frecuencia las conversaciones entre Bo-Katan Kryze y Din Djarin con una expresión neutral.  Después de escuchar a Djarin acusarlo a él y a sus camaradas de no ser mandalorianos, Woves comentó que Djarin era "uno de ellos", refiriéndose a los Hijos de la Guardia (La Tribu).
Cuando Djarin y Kryze discutieron el número de soldados de asalto en el crucero clase Imperial Gozanti, Woves bromeó diciendo que los soldados no podían golpear el costado de un Bantha.  Cuando los mandalorianos fueron inmovilizados cerca del puente por soldados de asalto, enfatizó que los soldados tenían demasiado poder de fuego para avanzar y que no podrían llegar al puente a tiempo para detener el descenso del crucero Gozanti hacia Trask.
Pese a que se convirtió en mercenario luego de su diferencia con Bo-Katan, ese estilo de vida, de ser un pistolero a sueldo, no es algo de lo que se sienta orgulloso.